# Citheronia regia
Citheronia regia är en fjärilsart som beskrevs av John Abbot och Smith 1797. Citheronia regia ingår i släktet Citheronia och familjen påfågelsspinnare. Inga underarter finns listade i Catalogue of Life.